# Jean-Jacques Garnier
Jean-Jacques Garnier, född den 18 mars 1729 i Gorron, död den 21 februari 1805 i Bougival, var en fransk historieskrivare. 
Garnier blev 1760 lärare i hebreiska och 1768 inspektor vid Collège de France. Han utgav många historiska arbeten, bland annat en fortsättning på Vellys och Villarets Histoire de France, vari han (1765–1785) skildrade tiden från Ludvig XI till Karl IX.